# 上海立丰食品有限公司
上海立丰食品有限公司是中華人民共和國上海市的一家食品企業，主要產品有牛肉乾、醃臘食品、香腸等。立豐成立於1938年。1996年成立上海立豐食品有限公司。

## 外部連結
- 官方网站